# Ernest van Dyck

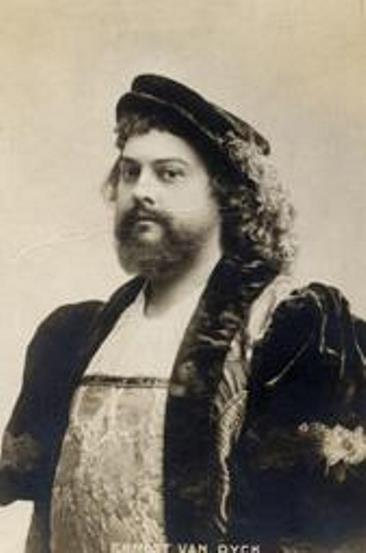
Ernest van Dyck (1904)

Ernest Marie Hubert van Dyck (2. April 1861 in Antwerpen – 31. August 1923 in Berlaar), auch Ernest Marie Hubert van Dijck, war ein belgischer Journalist, Autor und Opernsänger (Tenor).

## Leben
Van Dyck, der Sohn eines wohlhabenden Fabrikanten, genoss in seiner Heimatstadt französischen Schulunterricht. Da er Notar werden sollte, studierte er zunächst an den Universitäten Löwen und Brüssel. 1883 begab er sich nach Paris, wo er sich als Journalist betätigte.
Dort entdeckte man auch seine Tenorstimme, die er und seine Freunde für einen Bariton gehalten hatten. Dyck schenkte seiner Stimme nun mehr Aufmerksamkeit, ohne jedoch einen Gedanken an eine Karriere als Sänger zu haben. Er nahm nun Gesangsunterricht, aber arbeitete weiterhin als Journalist bei einem katholisch-konservativen Blatt in Limburg und danach bei dem bonapartistischen Blatt La patrie in Paris.
Durch Zufall wurde er dennoch Opernsänger: Es erkrankte nämlich im Juni 1883, gelegentlich der Aufführung der Kantate Le gladiateur von Jules Massenet (für den Prix de Rome komponiert), der betreffende Tenor, der die Hauptpartie zu singen hatte. Und da übernahm van Dyck, von Massenet selber bewogen, die Partie über Nacht zu lernen. Die Aufführung wurde ein voller Erfolg.
Dies bewog Charles Lamoureux ihn sofort für seine Konzerte zu engagieren, bei welchen er sich von 1883 bis 1887 in hervorragender Weise beteiligte.
Unterdessen wuchs seine Begeisterung für Richard Wagners Werke und er studierte die wichtigsten Partien aus dessen Werken, die er dann auch fragmentarisch bei den Lamoureux-Konzerten sang, bis er endlich am 3. Mai 1887 in der denkwürdigen ersten Lohengrin-Aufführung in Paris die Hauptrolle sang. Bereits ein Jahr später sang er bei den Bayreuther Festspielen den Parsifal.
Danach bemühten sich sowohl die Hamburger als auch Wiener Oper um ihn. Wien machte das Rennen, und nachdem er in Karlsruhe noch die deutsche Sprache erlernt hatte und bei Hofkapellmeister Felix Mottl einige Wagneropern einstudiert hatte, erschien er im November 1888 vor den Wienern als Lohengrin.
Auch wenn er durch Wagnerinterpretationen bekannt wurde, so war er in Wien jedoch eher populär als Chevalier des Grieux in Manon von Massenet und später als Werther. Vor allem aber war es sein Canio im Bajazzo, der seine Glanzrolle in Wien war.
1898 schied Dyck von Wien als kaiserlich österreichischer Kammersänger und ging nach New York, wo er bis 1902 im Ensemble der Metropolitan Opera war. Hier sang er 24 Mal den Lohengrin, 23 Mal den Tannhäuser, 10 Mal den Tristan und 40 Mal den Siegmund.
1902 war er in Moskau als Siegmund, 1909 in Budapest als Tristan und als Siegfried.
Ab 1906 hatte er Professuren an den Konservatorien von Brüssel und Antwerpen inne. Er war der Gründer der Nouveaux Concerts in Antwerpen.
1886 heiratete er Augusta Servais, und wurde damit Schwager des belgischen Komponisten und Dirigenten Franz Servais (1846–1901). Aus dieser Ehe stammte seine Tochter Isolde van Dyck (geb. 1889 in Bayreuth), die ebenfalls Sängerin wurde.
Dyck war auch schriftstellerisch tätig und verfasste mehrere Texte zu Balletten und Vaudevilles, von denen das komische Ballett Das Glockenspiel mit Musik von Massenet besonders erwähnenswert ist.

## Galerie

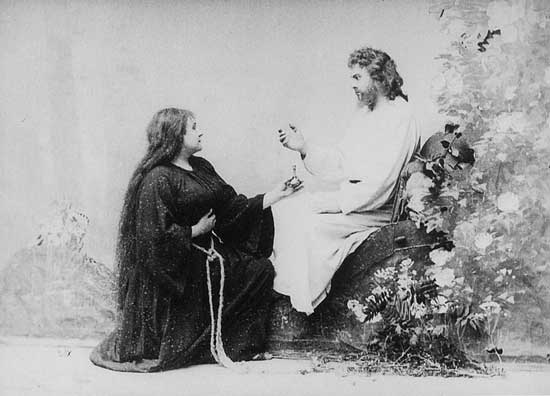
Ernest van Dyck und Amalia Materna als „Parsifal“ und „Kundry“ in Bayreuth 1889.
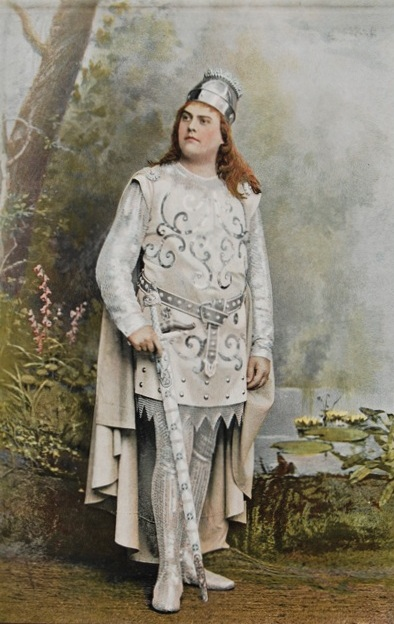
Van Dyck als Lohengrin, 1895